# Архипова Олена Юріївна
Олена Юріївна Архипова (рос. Елена Юрьевна Архипова; нар. 16 липня 1988, Мирний, Якутська АРСР) — російська біатлоністка, призер чемпіонату Росії з біатлону. Майстер спорту Росії.

## Життєпис
Народилася у 1988 році у м. Мирний (нині Республіка Саха, РФ).
Виступала за Новосибірську область і СДЮСШОР «Центр біатлону» (м. Новосибірськ).
На юніорському рівні ставала срібним призером першості Росії з біатлону в командних перегонах (2009), переможницею першості Росії з літнього біатлону (лижоролерів) в естафеті 2008 року.
На дорослому рівні тричі ставала призером чемпіонату Росії в гонці патрулів — срібним в 2010 і 2012 роках і бронзовим — в 2011 році. У літньому біатлоні (крос) стала срібним призером чемпіонату країни в естафеті в 2011 році.
Завершила спортивну кар'єру в 2012 році.
У 2010 році закінчила Сибірський державний університет шляхів сполучення (м. Новосибірськ).